# Stictotarsus dolerosus
Stictotarsus dolerosus är en skalbaggsart som först beskrevs av John Henry Leech 1945.  Stictotarsus dolerosus ingår i släktet Stictotarsus och familjen dykare. Inga underarter finns listade i Catalogue of Life.